# 驿马镇 (磐石市)
驿马镇，是中华人民共和国吉林省吉林市磐石市下辖的一个乡镇级行政单位。

## 行政区划
驿马镇下辖以下地区：
开发社区、驿马村、二道甸子村、小烟筒山村、北新村、保安村、河北村、西安村、永合村、郭家店村、滚马岭村和双合村。